# Генгерсберг
Генгерсберг (нім. Hengersberg) — громада в Німеччині, знаходиться в землі Баварія. Підпорядковується адміністративному округу Нижня Баварія. Входить до складу району Деггендорф.
Площа — 45,80 км2. Населення становить 7846 ос. (станом на 31 грудня 2020).